# 新城采訊台
新城采訊台（Metro Plus）是新城廣播旗下的一個廣播頻道，於1991年7月啟播，為目前新城廣播的英語及外語頻道。該台頻率為AM 1044 kHz。
新城采訊台於開台時的名稱為AM1044 Metro News，於1994年改為現稱。
新城采訊台主要以英語廣播，也包括印尼語和菲律賓語，主要播放專為少數族裔而設的節目，另外亦有部份時段實時轉播中國國際廣播電台的節目。
新城采訊台目前利用坪洲的AM發射站發出廣播。另外，天氣較佳時或晚間時份，因為中波傳播距離較遠，澳門乃至廣州海珠等地居民亦可以直接收聽新城采訊台的節目。
惟受2022年4月底至2023年底坪洲發射站重建影響，臨時發射天線的覆蓋有限，沙田、北區、九龍東、港島東接收欠佳。

## 發射頻率
| 發射站 | 行車隧道轉播系統 | 中頻／調幅（AM）頻率（kHz） |
| 坪洲   | 大圍隧道、沙田嶺隧道、尖山隧道、南灣隧道、海底隧道、東區海底隧道、大老山隧道、西區海底隧道、大欖隧道、獅子山隧道、香港仔隧道、啟德隧道、城門隧道、將軍澳隧道、長青隧道、愉景灣隧道 | 1044                        |

## 外部連結
- 節目表 （页面存档备份，存于）